# Wanda Dąbrowska (1884–1974)

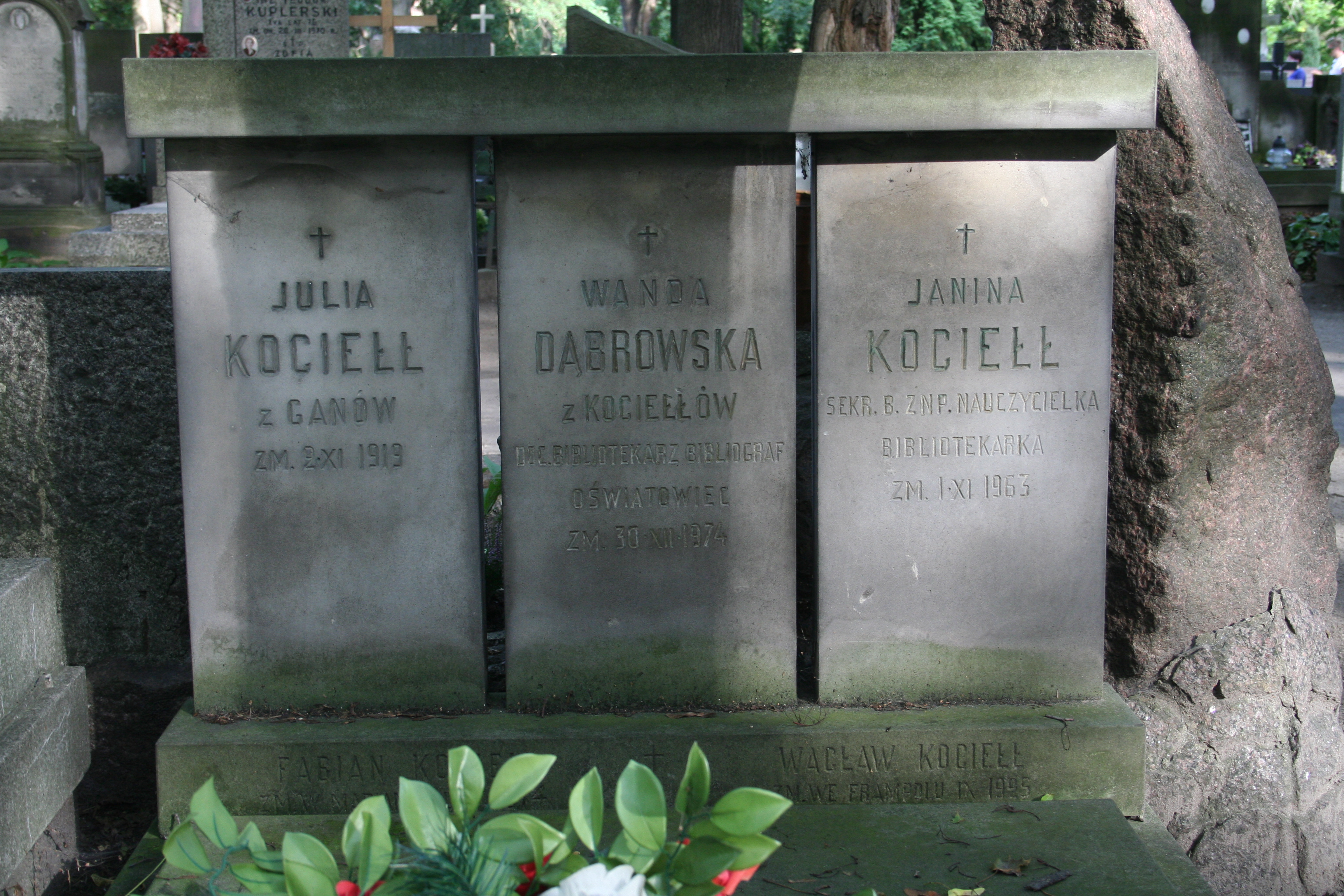
Tablica nagrobna Wandy Dąbrowskiej na warszawskim cmentarzu Powązkowskim.

Wanda Dąbrowska, z d. Kociełłówna, ps. Jan Dewan (ur. 23 listopada 1884 w Mariampolu, zm. 30 grudnia 1974 w Zalesiu) – polska bibliotekarka, bibliograf, działaczka oświatowa, autorka publikacji z zakresu bibliotekarstwa.

## Życiorys
Była córką rejenta. Ukończyła pensję Jadwigi Sikorskiej w Warszawie, następnie studiowała germanistykę w Berlinie i Getyndze oraz księgoznawstwo i bibliografię w Towarzystwie Kursów Naukowych w Warszawie. W latach 1904–1922 pracowała jako nauczycielka, od 1915 także jako bibliotekarka. Działała w Towarzystwie Bibliotek Powszechnych jako instruktorka-organizatorka. W latach 1929–1939 kierowała Poradnią Biblioteczną Warszawskiego Koła Związku Bibliotekarzy Polskich. Prowadziła zajęcia w Szkole Bibliotekarskiej przy Bibliotece Publicznej miasta stołecznego Warszawy. W czasie okupacji niemieckiej zorganizowała tajną centralę bibliotek ruchowych oraz prowadziła tajny półroczny kurs bibliotekarski; współpracowała z Departamentem Oświaty i Kultury Delegatury Rządu w ramach konspiracyjnego Ludowego Instytutu Oświaty i Kultury.
Po wojnie kontynuowała pracę w tym instytucie, a także Towarzystwie Uniwersytetu Robotniczego i Ludowego. Prowadziła redakcję Bibliotekarza. W latach 1950–1955 pracowała w Naczelnej Dyrekcji Bibliotek w Ministerstwie Oświaty oraz Centralnym Zarządzie Bibliotek w Ministerstwie Kultury i Sztuki, a od 1955 w Instytucie Książki i Czytelnictwa Biblioteki Narodowej, początkowo jako kustosz, od 1956 docent. Wchodziła w skład Rady Naukowej Biblioteki Narodowej. Przeszła na emeryturę w 1962.
Działała w organizacjach bibliotekarskich - Związku Bibliotekarzy Polskich (ZBP), później Stowarzyszeniu Bibliotekarzy Polskich (SBP). Był m.in. sekretarzem i skarbnikiem ZBP. W 1966 otrzymała tytuł członka honorowego SBP. Wchodziła w skład redakcji „Bibliotekarza”, po II wojnie światowej redagowała pismo od października 1945 do końca 1946.
Była zasłużoną organizatorką bibliotekarstwa powszechnego. Opracowała model wzorcowej biblioteczki ruchomej, wyróżniony złotym medalem na międzynarodowej wystawie w Paryżu w 1937. Opublikowała szereg prac dotyczących bibliotekarstwa, głównie czytelnictwa powszechnego i kształcenia bibliotekarzy. W Instytucie Książki i Czytelnictwa Biblioteki Narodowej współredagowała katalogi Książki dla bibliotek: Literatura piękna, Literatura dla dzieci i młodzieży, Literatura popularnonaukowa.
Pracująca przez lata wspólnie z Wandą Dąbrowską Józefa Kornecka wspominała: „Jej dewizą było: <<nie ilość, lecz jakość>>. Wszystko, co wychodziło z jej ręki, co było firmowane przez Poradnię Biblioteczną, musiało być doskonałe - <<najlepsze>>. Toteż wychowała i wypuściła w świat wielu dobrze przeszkolonych solidnych pracowników, znanych później i cenionych wśród społeczności bibliotekarskiej”. Kornecka podkreślała także umiejętność wytworzenia pozytywnej atmosfery pracy oraz poczucie humoru.
Była żoną Wacława Dąbrowskiego, mikrobiologa, profesora Szkoły Głównej Gospodarstwa Wiejskiego. Jej szwagierką była Maria Dąbrowska, a szwagrami Józef Dąbrowski i Marian Dąbrowski.
Zmarła w Zalesiu, spoczywa na cmentarzu Powązkowskim w Warszawie (kwatera 213–2–29).

## Ordery i odznaczenia
- Krzyż Komandorski Orderu Odrodzenia Polski
- Krzyż Kawalerski Orderu Odrodzenia Polski
- Srebrny Wawrzyn Akademicki (5 listopada 1935)[3]
- Medal 10-lecia Polski Ludowej (19 stycznia 1955)[4]
- Honorowa Odznaka Stowarzyszenia Bibliotekarzy Polskich

## Nagrody
- Nagroda Miasta Stołecznego Warszawy (1957).

## Publikacje
- Towarzystwo Bibliotek Powszechnych w Warszawie. Sprawozdanie 1923–1927 (1928),
- Nowoczesne ustawodawstwo w zakresie bibliotek publicznych (1929),
- Książka w bibliotece. Katalog informacyjny (1934),
- Przewodnik literacki i naukowy 1933–1935 (1937, później wydawnictwo ciągłe pod tym tytułem),
- Zasady techniki bibliotecznej (1938),
- Biblioteka gminna. Katalog podstawowy. Wskazówki praktyczne(1939),
- Biblioteka szkolna. Podręcznik (1939),
- Walka o książkę (1944, druk konspiracyjny ogłoszony pod pseudonimem Jan Dewan z datą 1939),
- 555 książek wydanych w okresie powojennym (1946, z Jadwigą Czarnecką i Józefą Słomczewską-Kornecką),
- Biblioteka. Praca bibliotekarza (1949).